# Poropuntius kontumensis
Poropuntius kontumensis és una espècie de peix cipriniforme de la família dels ciprínids.

## Morfologia
Els mascles poden assolir els 20 cm de longitud total.

## Distribució geogràfica
Es troba a Cambodja i el Vietnam.